# Nocomis effusus
Nocomis effusus är en fiskart som beskrevs av Lachner och Jenkins, 1967. Nocomis effusus ingår i släktet Nocomis och familjen karpfiskar. Inga underarter finns listade i Catalogue of Life.